# Villeneuve-Saint-Salves
Villeneuve-Saint-Salves ist eine französische Gemeinde mit 257 Einwohnern (Stand: 1. Januar 2022) im Département Yonne in der Region Bourgogne-Franche-Comté (vor 2016 Bourgogne); sie gehört zum Arrondissement  Auxerre und zum Kanton Chablis (bis 2015 Ligny-le-Châtel).

## Geographie
Villeneuve-Saint-Salves liegt etwa sieben Kilometer nordöstlich von Auxerre. An der westlichen Gemeindegrenze verläuft das Flüsschen Sinotte. Umgeben wird Villeneuve-Saint-Salves von den Nachbargemeinden Héry im Norden, Montigny-la-Resle im Osten, Bleigny-le-Carreau im Süden und Südosten, Venoy im Süden, Laborde im Südwesten sowie Monéteau im Westen.

## Bevölkerungsentwicklung
| Jahr                      | 1962 | 1968 | 1975 | 1982 | 1990 | 1999 | 2006 | 2013 |
| Einwohner                 | 111  | 99   | 132  | 187  | 243  | 246  | 243  | 276  |
| Quelle: Cassini und INSEE |      |      |      |      |      |      |      |      |

## Sehenswürdigkeiten

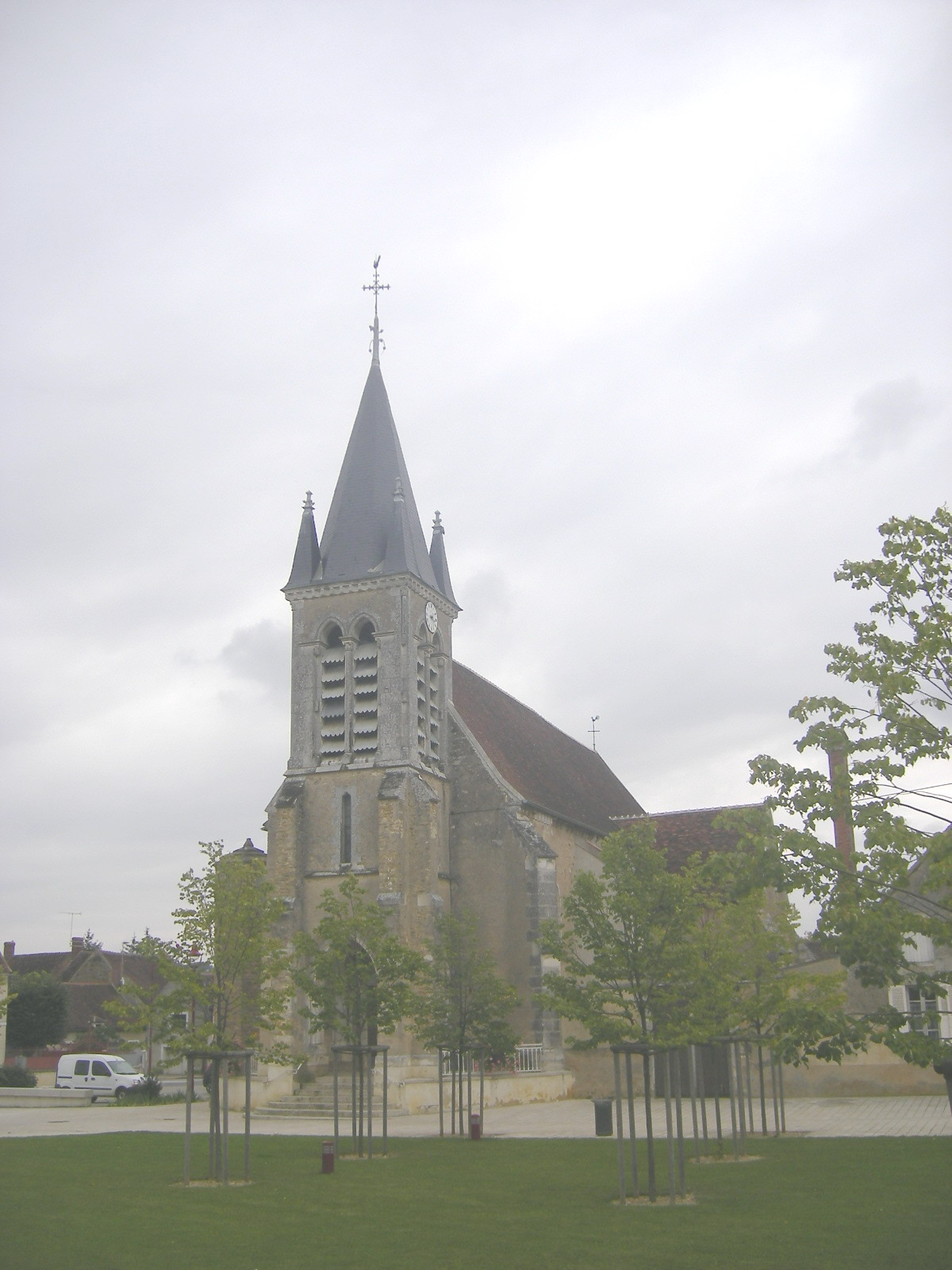
Kirche Sainte-Pallaye
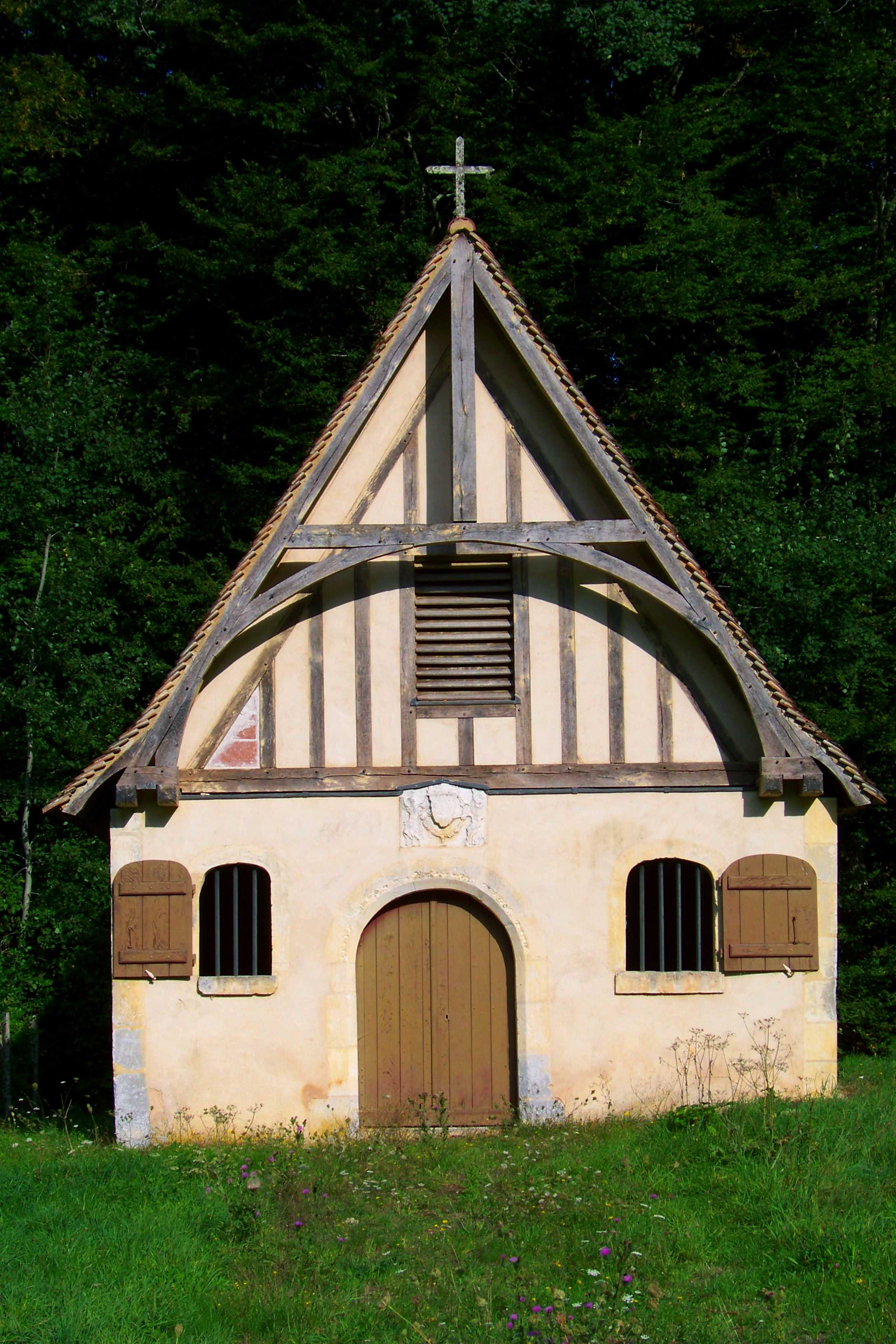
Kapelle Saint-Cloud

- Kirche Sainte-Pallaye
- Kapelle Saint-Cloud